# Canal Gov
Canal Gov es un canal de televisión brasileño de Empresa Brasil de Comunicação, el resultado de la inversión en tecnologías que permitieron la integración de la compañía en el mercado de televisión de pago (pero fueron captadas por las antenas en señal abierta).

## Historial
La TV Nacional de Brasil fue inaugurada el 16 de junio de 1998. En su comienzo, la parrilla de programación estaba casada con la de la TV Nacional, canal de TV abierto. A pesar de ser educativa, la nueva emisora transmitió en vivo todos los actos, solemnidades e inauguraciones del expresidente Fernando Henrique Cardoso y hasta ganó el 22 de junio de 1998 varias afiliadas (como la TV Cultura do Pará) y otras 15 ciudades, generando polémica por uso ilegal de los medios de comunicación para campaña electoral, que ocurría en el mismo año de la inauguración. Con la creación de la Empresa Brasil de Comunicação (EBC), en 2007, la NBR pasó a ser de responsabilidad de EBC Serviços. En 2018, se estima un número de 200 personas trabajando para la NBR.
Con el inicio del Gobierno Bolsonaro y la entrada de un nuevo ministro en la Secretaría de Gobierno, el militar Carlos Alberto dos Santos Cruz, se anunció una propuesta de fusión de la NBR con TV Brasil con el objetivo de reducir gastos. Para la Folha de S.Paulo, Carlos Santos Cruz dijo que la propuesta de fusión respetaría la legislación de cada una: "Hacer una estructura que transmita el interés de estado y de gobierno al mismo tiempo." La propuesta era que la parrilla de programación del nuevo canal dé destaque a contenidos culturales y educativos, pero con perfil más cercano a lo que ya existe en la NBR. A finales de marzo, en texto de la columna Radar de la Revista Veja, se anunció que la NBR se cerraría, acarreando el despido de los casi mil empleados tercerizados. La parte de la producción de la NBR fue unida con la nueva programación de TV Brasil, que entró en el aire el 10 de abril de 2019, siendo extinta y teniendo su señal cambiada por TV Brasil 2.
El 29 de diciembre de 2022, el futuro ministro de la Secretaría de Comunicação Social, Paulo Pimenta (PT-RS), anunció en una entrevista con CNN Brasil una nueva división de TV Brasil en dos partes, como antes, con el canal principal volviendo a centrarse exclusivamente en contenidos generalistas y el segundo canal retomando su enfoque inicial de cubrir el día a día del Gobierno Federal. El cambio dio lugar a una posible recreación de TV NBR, que se extinguió en 2019.
El 15 de junio de 2023, durante una reunión con la dirección y los empleados de la Empresa Brasil de Comunicação, el presidente Hélio Doyle anunció una reformulación en la programación de TV Brasil, confirmando lo que ya había anunciado el ministro de la SECOM, Paulo Pimenta, en diciembre de 2022. TV Brasil dejaría de transmitir en vivo las ceremonias de inauguración de obras y discursos de los ministros del tercer Gobierno Lula y del presidente de la república y su vicepresidente, que ocasionalmente interrumpían la programación normal del canal, pasando a cubrirlos en la frecuencia ocupada por TV Brasil 2, que se llamaría Canal Gov. Con esto, TV Brasil volvería a transmitir exclusivamente contenidos educativos, periodísticos y deportivos, siguiendo el ejemplo de emisoras públicas como RAI, TVE y BBC. El cambio entraría en vigor el 24 de julio.
En la primera semana de julio, EBC y Secom presentaron al público el nuevo proyecto, siendo Canal Gov parte de una nueva red de comunicaciones del Gobierno Federal, que involucra también radio web, boletín, agencia de noticias, radio nacional y redes sociales. La nueva cadena de medios se llamaría RedeGov. A través del consorcio, también se transmitirían programas que ya se emiten en NBR y que actualmente se emiten en Rádio Nacional, como Bom Dia Ministro, Conversa com o Presidente, Brasil em Dia y A Voz do Brasil, este último seguirá siendo obligatorio en todos las emisoras de radio del país a las 19.00 horas. A pesar de la reformulación, la ordenanza que unía a TV Brasil y NBR, que fue aprobada por el Gobierno de Bolsonaro, aún no había sido revocada.
El 24 de julio de 2023 finaliza el proceso de separación de la programación de TV Brasil y TV Brasil 2, con el canal alternativo retransmitiendo la programación experimental de Canal Gov en YouTube, aún con la marca de agua de TV Brasil y la nueva estación fue inaugurada oficialmente. a las 8:06 am del día siguiente. Antes de salir al aire, después del final del programa Vale Agrícola y con la convocatoria del programa Conociendo Museos, alrededor de las 8 de la mañana, se emitió un comunicado informando al público de los cambios, seguido de la viñeta del canal.